# Nowosiółki Dydyńskie (gromada)
Nowosiółki Dydyńskie – dawna gromada, czyli najmniejsza jednostka podziału terytorialnego Polskiej Rzeczypospolitej Ludowej w latach 1954–1972.
Gromady, z gromadzkimi radami narodowymi (GRN) jako organami władzy najniższego stopnia na wsi, funkcjonowały od reformy reorganizującej administrację wiejską przeprowadzonej jesienią 1954 do momentu ich zniesienia z dniem 1 stycznia 1973, tym samym wypierając organizację gminną w latach 1954–1972.
Gromadę Nowosiółki Dydyńskie z siedzibą GRN w Nowosiółkach Dydyńskich utworzono – jako jedną z 8759 gromad na obszarze Polski – w powiecie przemyskim w woj. rzeszowskim na mocy uchwały nr 30/54 WRN w Rzeszowie z dnia 5 października 1954. W skład jednostki weszły obszary dotychczasowych gromad Nowosiółki Dydyńskie, Huwniki (bez przysiółka Gruszowa), Hujsko, Kalwaria Pacławska, Leszczyny, Sopotnik i Paportno ze zniesionej gminy Rybotycze w tymże powiecie. Dla gromady ustalono 14 członków gromadzkiej rady narodowej.
27 czerwca 1957 zmieniono nazwę wsi Hujsko na Nowe Sady.
1 stycznia 1969 gromadę zniesiono przez połączenie z gromadą Rybotycze w tymże powiecie w nową gromadę Huwniki z siedzibą GRN w Huwnikach, tamże.